# Drosophila okadai
Drosophila okadai este o specie de muște din genul Drosophila, familia Drosophilidae, descrisă de Hajimu Takada în anul 1959. Conform Catalogue of Life specia Drosophila okadai nu are subspecii cunoscute.